# 有森博
有森 博（ありもり ひろし、1966年10月25日 - ）は、岡山県岡山市生まれのピアニスト。東京藝術大学教授。

## 略歴
- 1989年 - 東京藝術大学音楽学部卒業。
- 1990年 - ショパン国際コンクールで最優秀演奏賞を受賞。
- 1991年 - 岡山県芸術顕彰受賞。
- 1992年
  - 第5回シドニー国際ピアノコンクール第4位。
  - 東京藝術大学大学院音楽研究科修了。
- 1994年 - 第10回チャイコフスキー国際コンクールピアノ部門入賞。
- 2007年4月 - 東京藝術大学准教授、桜美林大学客員教授。